# Metacirolana convexissima
Metacirolana convexissima là một loài chân đều trong họ Cirolanidae. Loài này được Kensley miêu tả khoa học năm 1984.